# Ugor
Ugor – część wsi Obojna położona w Polsce,  w województwie podkarpackim, w powiecie stalowowolskim, w gminie Zaleszany.
W latach 1975–1998 Ugor należał administracyjnie do województwa tarnobrzeskiego.